# Fledermausquartiere im Pferdebachtal bei Heiligenstadt
Fledermausquartiere im Pferdebachtal bei Heiligenstadt este o arie protejată (arie specială de conservare — SAC, sit de importanță comunitară — SCI) din Germania întinsă pe o suprafață de 0,01 ha, integral pe uscat.

## Localizare
Centrul sitului Fledermausquartiere im Pferdebachtal bei Heiligenstadt este situat la coordonatele 51°20′58″N 10°09′48″E / 51.3494°N 10.1633°E.

## Înființare
Situl Fledermausquartiere im Pferdebachtal bei Heiligenstadt a fost declarat sit de importanță comunitară în iunie 2004 pentru a proteja 3 specii de animale. Situl a fost protejat și ca arie specială de conservare în iulie 2008.

## Biodiversitate
Situată în ecoregiunea continentală, aria protejată conține 1 habitat natural: Peșteri inaccesibile publicului.
La baza desemnării sitului se află mai multe specii protejate de  mamifere (3): liliac cârn (Barbastella barbastellus), liliac cu urechi mari (Myotis bechsteinii), liliac comun (Myotis myotis)
Pe lângă speciile protejate, pe teritoriul sitului au mai fost identificate 8 specii de mamifere.